# Comuna de Mrozy
Mrozy (polaco: Gmina Mrozy) é uma gminy (comuna) na Polónia, na voivodia de Mazóvia e no condado de Miński. A sede do condado é a cidade de Mrozy.
De acordo com os censos de 2004, a comuna tem 8821 habitantes, com uma densidade 60,7 hab/km².

## Área
Estende-se por uma área de 145,24 km².

## Demografia
Dados de 30 de Junho de 2004:
De acordo com dados de 2002, o rendimento médio per capita ascendia a 1431,34 zł.

## Subdivisões
- Borki, Choszcze, Dąbrowa, Dębowce, Gójszcz, Grodzisk, Guzew, Jeruzal, Kołacz, Kruki, Kuflew, Lipiny, Lubomin, Łukówiec, Mała Wieś, Mrozy, Natolin, Płomieniec, Porzewnica, Rudka, Skruda, Sokolnik, Topór, Trojanów, Wola Paprotnia, Wola Rafałowska.

## Comunas vizinhas
- Cegłów, Kałuszyn, Kotuń, Latowicz, Wodynie